# Cầu Tiên Sơn
Cầu Tiên Sơn là một trong những cây cầu bắc qua sông Hàn ở Đà Nẵng, nối liền 2 quận Hải Châu và Ngũ Hành Sơn. Cầu nằm trên tuyến Quốc lộ 14B đoạn từ cầu vượt Hòa Cầm đến Cảng Tiên Sa.

## Thi công, xây dựng
Cầu được khởi công vào tháng 2 năm 2002 với kinh phí 150,3 tỉ đồng lấy từ nguồn vay ODA của Chính phủ Nhật Bản thông qua Ngân hàng Hợp tác quốc tế Nhật Bản (JIBIC) và vốn đối ứng từ ngân sách Nhà nước Việt Nam.
Cầu được hợp long ngày 23 tháng 11 năm 2003 và khánh thành ngày 19 tháng 2 năm 2004.